# Gmina Rogatec
Rogatec – gmina w Słowenii. W 2002 roku liczyła 3191 mieszkańców.

## Miejscowości
Miejscowości wchodzące w skład gminy Rogatec:
- Brezovec pri Rogatcu
- Dobovec pri Rogatcu
- Donačka Gora
- Log
- Rogatec – siedziba gminy
- Sveti Jurij
- Tlake
- Trlično
- Žahenberc